# NGC 5575
NGC 5575 (другие обозначения — NGC 5578, UGC 9184, MCG 1-37-8, ZWG 47.21, PGC 51272) — линзообразная галактика (S0) в созвездии Дева.
Этот объект занесён в новый общий каталог несколько раз, с обозначениями NGC 5575, NGC 5578.
Этот объект входит в число перечисленных в оригинальной редакции «Нового общего каталога».